# Behaviour (Album)
Behaviour (Behavior in den USA) ist das vierte Studioalbum des britischen Elektropop-Duos Pet Shop Boys. Es erschien im Oktober 1990 bei Parlophone und avancierte zum weltweiten Chartalbum.

## Geschichte
Behaviour wurde mit Harold Faltermeyer in seinen Red Deer Studios in München produziert. Dies lag auch daran, dass die Pet Shop Boys unzufrieden mit der damaligen digitalen Studiotechnik waren und analoge Synthesizer nutzen wollten, wofür Faltermeyer der richtige Ansprechpartner war. Allerdings geht das Album streckenweise über den Synthiepop hinaus und bietet Elemente des gitarrenorientierten Pops. So wurden This Must Be the Place I Waited Years to Leave und My October Symphony mit dem Gitarristen Johnny Marr aufgenommen.

## Titelliste
Alle Stücke wurden von Chris Lowe und Neil Tennant geschrieben.

### Originalalbum
1. Being Boring – 6:48
2. This Must Be the Place I Waited Years to Leave – 5:30
3. To Face the Truth – 5:33
4. How Can You Expect to Be Taken Seriously? – 3:54
5. Only the Wind – 4:18
6. My October Symphony – 5:18
7. So Hard – 3:56
8. Nervously – 4:06
9. The End of the World – 4:43
10. Jealousy – 4:47[2]

### Japan-Bonus-Disk
1. Miserablism – 4:11
2. Bet She’s Not Your Girlfriend – 4:26
3. This Must Be the Place I Waited Years to Leave (Extended mix) – 9:30[2]

### Further Listening: 1990–1991
1. It Must Be Obvious – 4:26
2. So Hard (Extended dance mix) – 6:38
3. Miserablism – 4:07 [earlier fade out]
4. Being Boring (Extended mix) – 10:40
5. Bet She’s Not Your Girlfriend – 4:30
6. We All Feel Better in the Dark (Extended mix) – 6:48
7. Where the Streets Have No Name (I Can’t Take My Eyes off You) (Extended mix) – 6:46
8. Jealousy (Extended version) – 7:58
9. Generic Jingle – 0:14
10. DJ Culture (Extended mix) – 6:53
11. Was It Worth It? (Twelve-inch mix) – 7:15
12. Music for Boys (Part 2) – 6:13 [wrong labeled as: „Music for Boys“ (Ambient mix)]
13. DJ Culture (Seven-inch mix) – 4:26[2]

## Rezeption

### Kritiken
Stephen Thomas Erlewine vergab bei Allmusic 4,5 von 5 Sternen und nannte Behaviour ein „ambitious and breathtaking pop album, which manages to include everything from the spiteful How Can You Expect to Be Taken Seriously? to the wistful Being Boring.“

### Chartplatzierungen
| ChartsChartplatzierungen       | Höchstplatzierung | Wochen |
| ------------------------------ | ----------------- | ------ |
| Deutschland (GfK)              | 4 (40 Wo.)        | 40     |
| Österreich (Ö3)                | 22 (6 Wo.)        | 6      |
| Schweiz (IFPI)                 | 12 (14 Wo.)       | 14     |
| Vereinigte Staaten (Billboard) | 45 (25 Wo.)       | 25     |
| Vereinigtes Königreich (OCC)   | 2 (15 Wo.)        | 15     |

| ChartsJahrescharts (1991) | Platzierung |
| ------------------------- | ----------- |
| Deutschland (GfK)         | 38          |

### Auszeichnungen für Musikverkäufe
| Land/Region                  | Auszeichnungen für Musikverkäufe (Land/Region, Auszeichnung, Verkäufe) | Verkäufe |
| ---------------------------- | ---------------------------------------------------------------------- | -------- |
| Deutschland (BVMI)           | Gold                                                                   | 250.000  |
| Finnland (IFPI)              | Gold                                                                   | 41.480   |
| Kanada (MC)                  | Gold                                                                   | 50.000   |
| Schweden (IFPI)              | Gold                                                                   | 50.000   |
| Schweiz (IFPI)               | Gold                                                                   | 25.000   |
| Spanien (Promusicae)         | Gold                                                                   | 50.000   |
| Vereinigtes Königreich (BPI) | Platin                                                                 | 300.000  |
| Insgesamt                    | 6× Gold · 1× Platin ·                                                  | 766.480  |